# عملة غاندهارا ما بعد الماوري

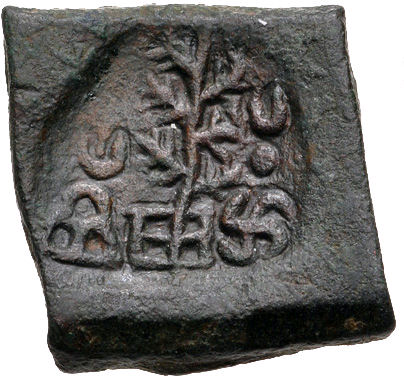
عملة محلية أحادية الصبغة من تاكسيلا. (220-185 قبل الميلاد). تُظهر هذه العملات المبكرة رمز التل المقوس وشجرة في سياج ونانديبادا وصليب معقوف. الوجه الخلفي فارغ.

تشير عملة ما بعد موريا في غاندهارا إلى فترة إنتاج العملات في غاندهارا بعد تفكك إمبراطورية موريا (321-185 قبل الميلاد). عندما اختفت السلطة المركزية الماورية تشكلت عدة كيانات مستقلة صغيرة والتي بدأت في سك عملاتها الخاصة مما أدى إلى تحديد فترة من سك العملات بعد الماورية والتي انتهت مع صعود إمبراطورية جوبتا في القرن الرابع الميلادي. كانت هذه الظاهرة مبكرة ومهمة بطريقة خاص في منطقة غاندهارا في الشمال الغربي وبشكل أكثر تحديدًا في مدينة تاكسيلا في باكستان الحديثة.

## تكنولوجيا

### العملات معدنية عليها علامات الثقب

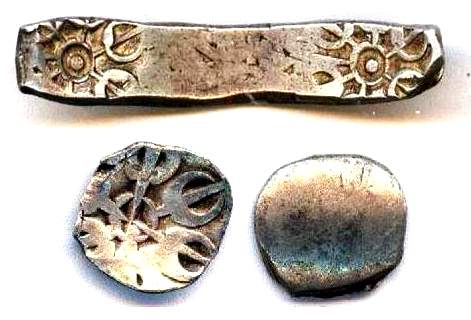
عملات غاندارا جانابادا المبكرة: AR شاتامانا وثمن شاتامانا(دائري)، منطقة تاكسيلا-غاندهارا ج. 600-300 قبل الميلاد. تم سك هذه العملة المعدنية في عهد الإدارة الأخمينية في غاندهارا.

وقد رافقت هذه التغيرات السياسية تغيرات تكنولوجية في تقنيات إنتاج العملات. قبل انهيار إمبراطورية موريا كان النوع الرئيسي من العملات هو العملات المثقوبة. بعد تصنيع صفائح الفضة أو سبائك الفضة تقطع العملات المعدنية إلى الوزن المناسب ثم يقوموا بطبعها باستخدام قوالب صغيرة. عادةً ما يمكن طبع ما بين 5 إلى 10 قوالب لكمة على عملة واحدة.

### العملات معدنية مصبوبة بالقالب
إستبدل أنواع العملات المعدنية عند سقوط إمبراطورية موريا بالعملات المعدنية المصبوبة والمضروبة. كانت تصب كل عملة على حدة أولاً عن طريق سكب معدن منصهر عادةً النحاس أو الفضة في تجويف مكون من قالبين. كانت هذه العملات تُضرب عادةً وهي لا تزال ساخنة أولاً على جانب واحد فقط ثم على الجانبين في فترة لاحقة. تعتبر أدوات العملة المعدنية هندية ولكن يُعتقد أن تقنية العملة المعدنية هذه قديمت من الغرب ربما من مملكة اليونان البخترية المجاورة.

## أنواع العملات المعدنية

### عملات معدنية أحادية القالب
أقدم العملات المعدنية هي تلك التي تصب على جانب واحد فقط بينما بقي الجانب الآخر فارغًا. يبدو أنهم بدأوا في وقت مبكر من عام 220 قبل الميلاد أي في العقود الأخيرة من إمبراطورية موريا. أنشئت بعض هذه العملات قبل الغزوات الهندية اليونانية (يرجع تاريخها إلى حوالي عام 185 قبل الميلاد بداية عصر يافانا) في حين أنشئت معظم العملات الأخرى في وقت لاحق. تتضمن هذه العملات المعدنية عددًا من الرموز بطريقة تذكرنا كثيرًا بالعملات المعدنية المثقوبة القديمة إلا أن التكنولوجيا المستخدمة في هذه المرة كانت عبارة عن عملة معدنية مصبوبة بقالب واحد.

### العملات المعدنية ذات القالب الواحد قبل الغزوات الهندية اليونانية (220-185 قبل الميلاد

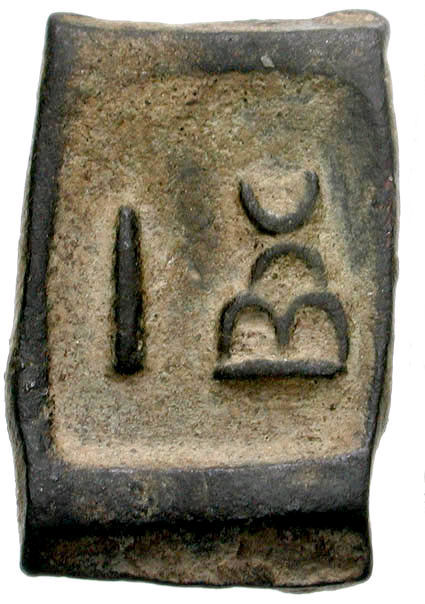
عملة تاكسيلا المحلية أحادية الصباغ. رمز العمود والتل المقوس (٢٢٠-١٨٥ قبل الميلاد).
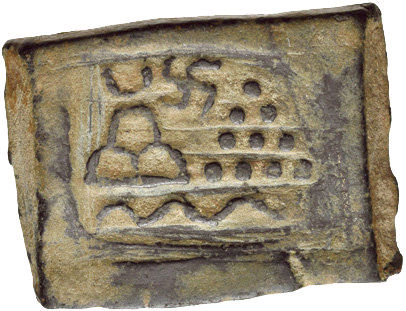
عملة تاكسيلا المحلية أحادية الصباغ. كومة من الحجارة، تلة، نهر، وصليب معقوف (٢٢٠-١٨٥ قبل الميلاد).
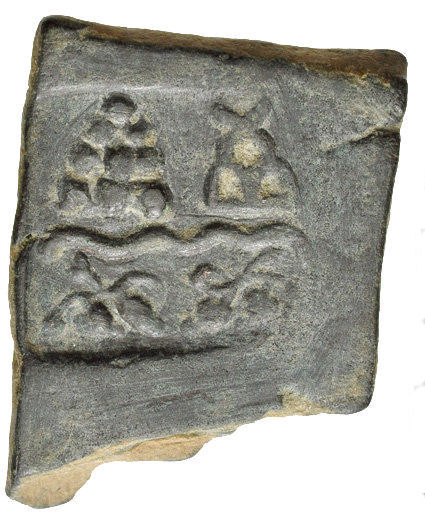
عملة تاكسيلا أحادية الصباغة. كومة من الحجارة، تل، نهر، ورموز مجهولة (٢٢٠-١٨٥ قبل الميلاد).
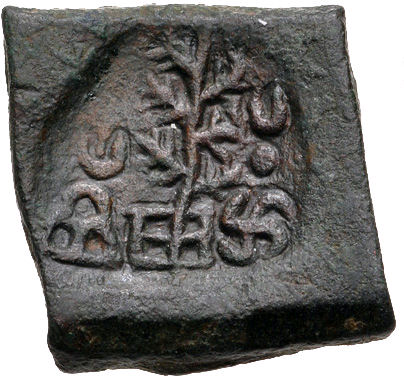
عملة محلية أحادية الصبغة من تاكسيلا (220-185 قبل الميلاد).

### عملات معدنية أحادية الصبغة بعد الغزوات الهندية اليونانية (185 قبل الميلاد)
عام 185 قبل الميلاد هو التاريخ التقريبي لغزو اليونانيين البكتريين للهند. يمثل هذا التاريخ تطوراً في تصميم العملات المعدنية المصبوبة ذات القالب الواحد حيث قاموا تقديم الآلهة والحيوانات الواقعية. وفي الوقت نفسه تطورت تكنولوجيا سك العملة أيضًا حيث بدأت العملات المعدنية ذات القالب المزدوج (المنقوشة على كلا الجانبين الوجه والظهر) في الظهور. أظهرت الحفريات الأثرية للعملات المعدنية أن هذه العملات فضلاً عن العملات المعدنية الجديدة ذات القالب المزدوج كانت معاصرة لعملات الهندو-يونانيين. وفقًا لأوزموند بوبيراتشي فمن المحتمل أن هذه العملات المعدنية وخاصة تلك التي تصور الإلهة لاكشمي قد سُكّت على يد ديميتريوس الأول بعد غزوه لغاندرا.

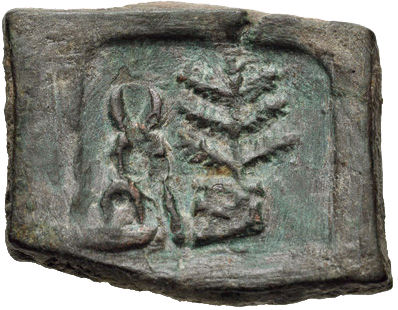
عملة تاكسيلا مع تلة وشجرة في السور (185-168 قبل الميلاد).
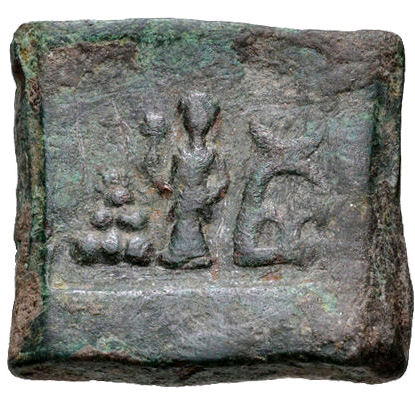
عملة تاكسيلا أحادية الصبغة تحمل رمز لاكشمي والتلة المقوسة (185-160 قبل الميلاد).
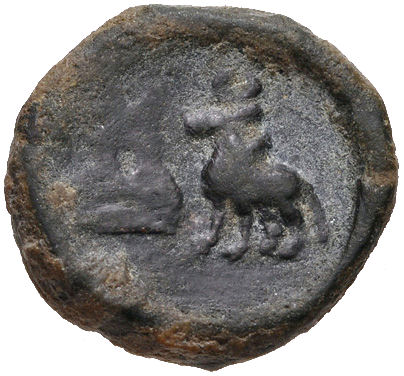
عملة تاكسيلا ذات الصبغة الواحدة والتي تحمل رمز الثور والتلة المقوسة (185-168 قبل الميلاد).
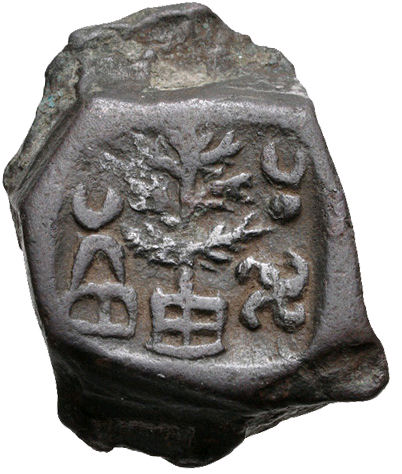
عملة تاكسيلا (185-168 قبل الميلاد).
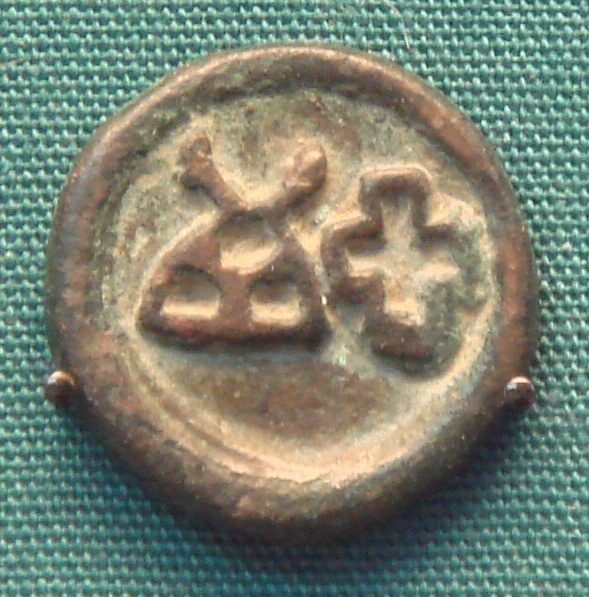
عملة تاكسيلا.
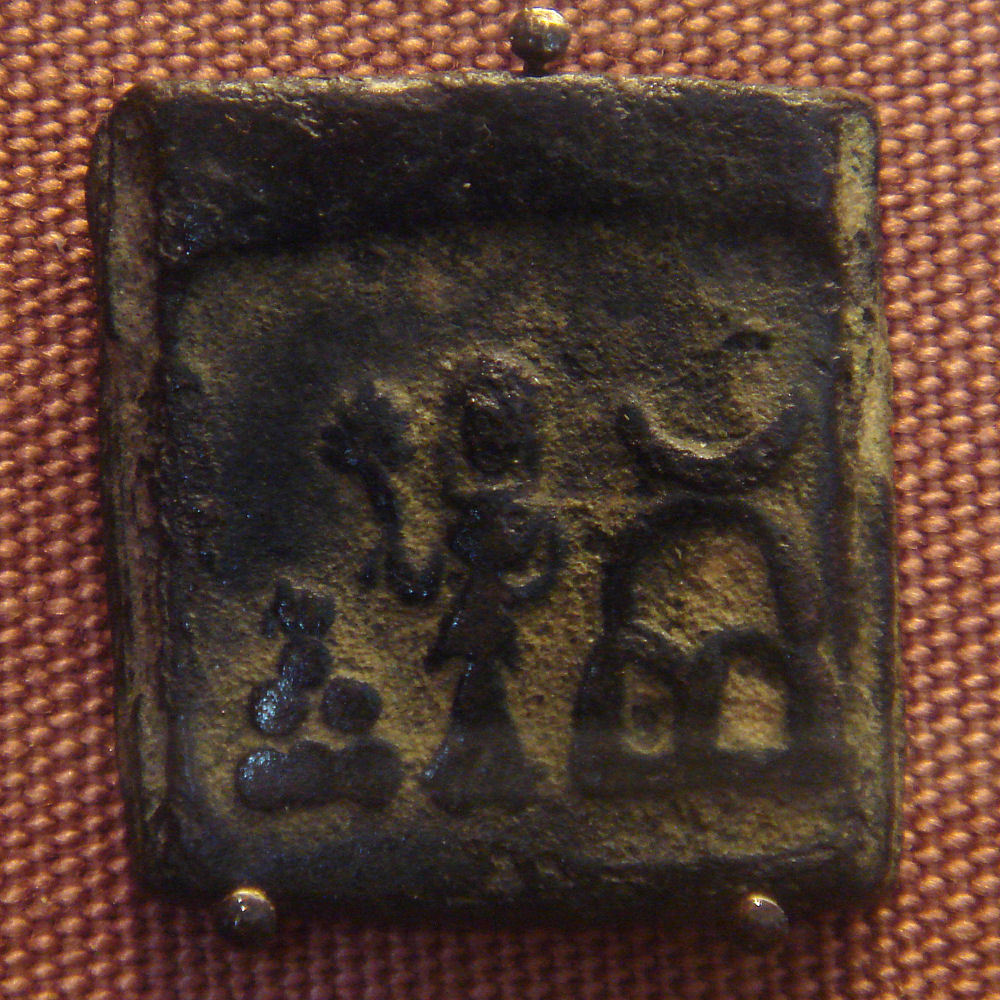
عملة تاكسيلا.واي إي

### عملات معدنية مزدوجة (منذ عام 185 قبل الميلاد)

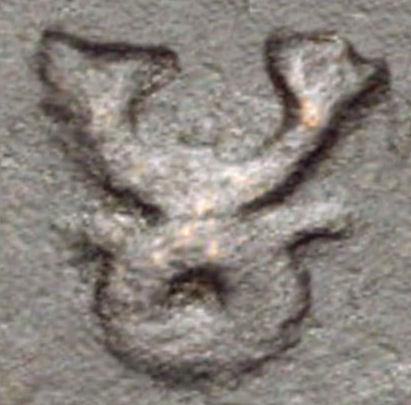
رمز تريراتنا على عملة تاكسيلا، 185-168 قبل الميلاد (التفاصيل).

تدريجيا بعد عام 185 قبل الميلاد والغزو اليوناني قاموا بصب العملات المعدنية على كلا الجانبين. هذه العملات المعدنية مجهولة الهوية بوجه عام ويمكن أن تحمل أساطير براهمي أو خاروشتي. تتمتع هذه العملات المعدنية بأنواع محددة للغاية وتعتمد بشكل أساسي على المنطقة التي سكت فيها العملات المعدنية التي تحمل شعار الأسد معروفة بشكل رئيسي من تاكسيلا في حين أن العملات المعدنية التي تحمل رموزًا أخرى مثل الصليب المعقوف أو شجرة بودي تُنسب إلى منطقة غاندهارا . سكت هذه العملات المعدنية أثناء حكم الملوك الهنود اليونانيين بانتاليون وأغاثوكليس في منطقة غاندهارا وهي بوجه عام معاصرة لعملات الحكام الهنود اليونانيين.

## التصاميم الرمزية

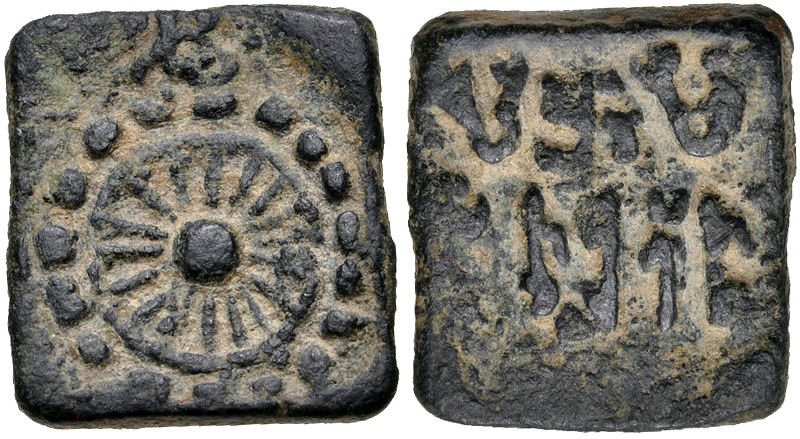
عملة تاكسيلا مع عجلة ورموز بوذية. (185-160 قبل الميلاد).
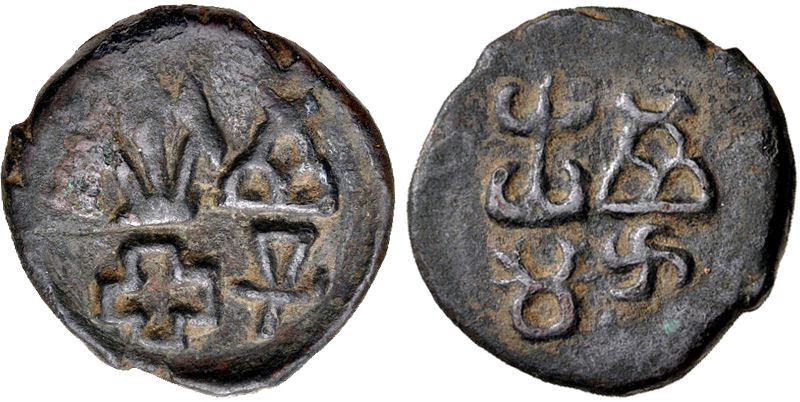
عملة تاكسيلا (حوالي 180 قبل الميلاد).
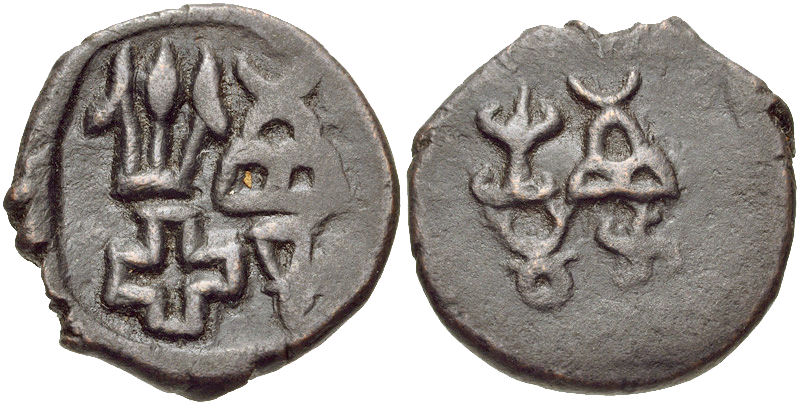
عملة تاكسيلا (حوالي 180 قبل الميلاد).
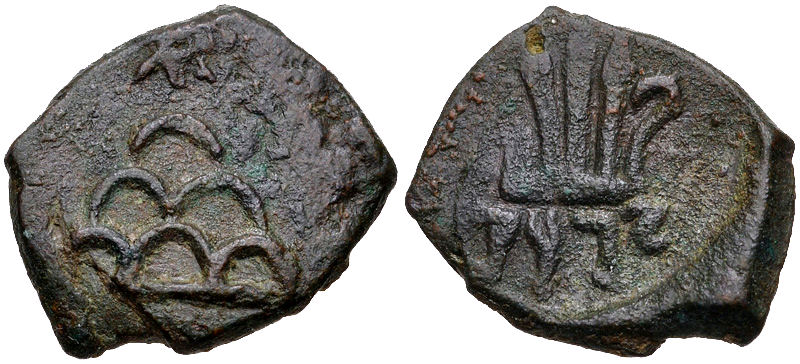
عملة تاكسيلا عليها تلة ونبات نخيل مشتعل و"هيرانياسام" "الملجأ الذهبي" في خاروشتي (185-168 قبل الميلاد).
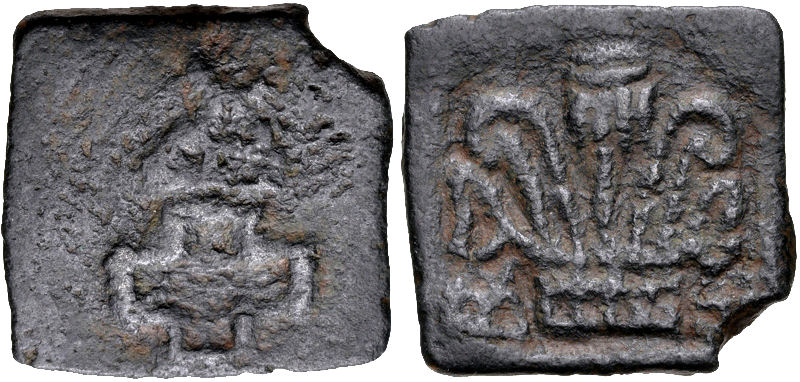
عملة تاكسيلا عليها تلة وصليب فارغ وسعف النخيل (180-160 قبل الميلاد).

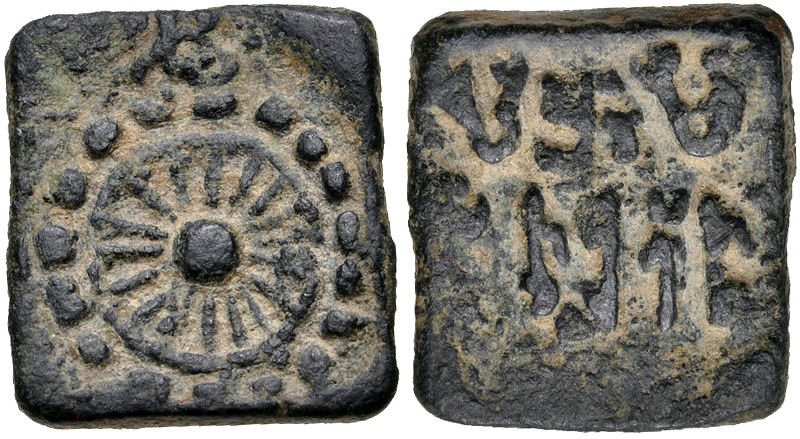
عملة تاكسيلا مع عجلة ورموز بوذية. (185-160 قبل الميلاد).
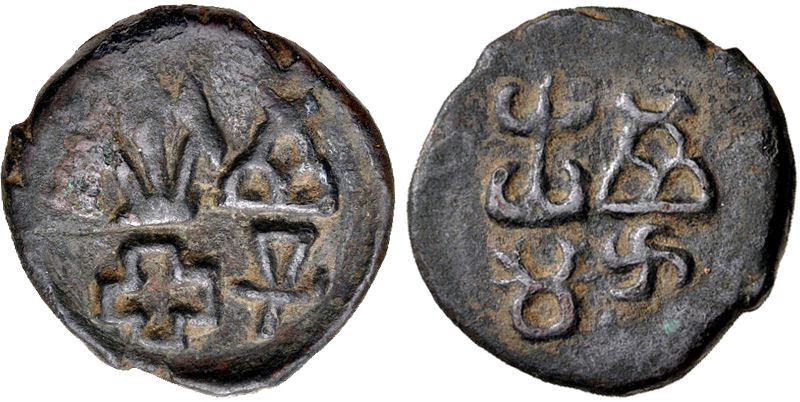
عملة تاكسيلا (حوالي 180 قبل الميلاد).
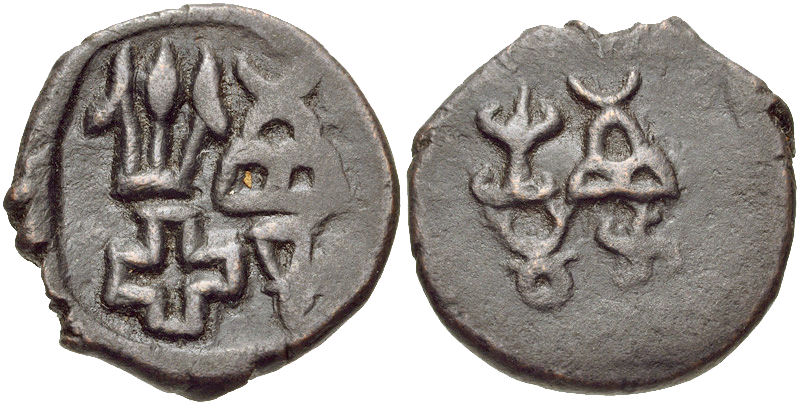
عملة تاكسيلا (حوالي 180 قبل الميلاد).
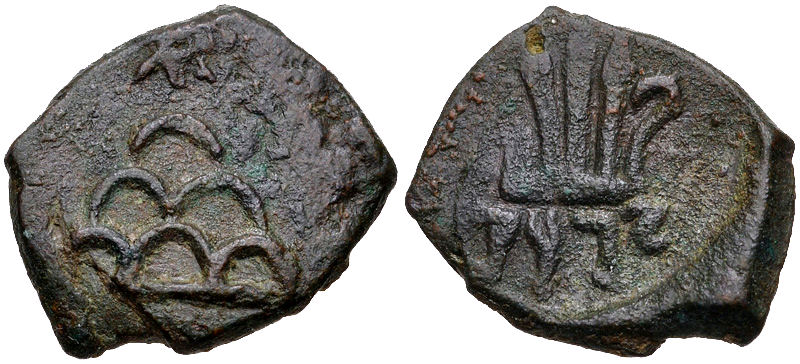
عملة تاكسيلا عليها تلة ونبات نخيل مشتعل و"هيرانياسام" "الملجأ الذهبي" في خاروشتي (185-168 قبل الميلاد).
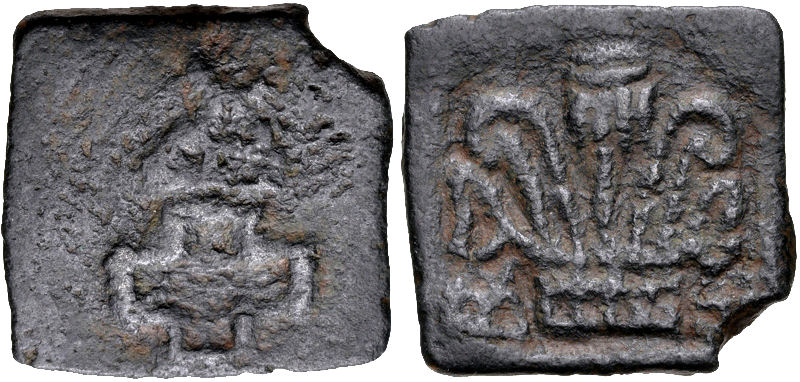
عملة تاكسيلا، عليها تلة وصليب فارغ سعفة النخيل (زخرفة) (180-160 قبل الميلاد).

## تصاميم الحيوانات
وقد إدعو بوجود تأثير هندي إغريقي في تصوير الحيوان، وخاصة فيما يتعلق بالخيول والأسود في عملات غاندهران، والتي يقال إنها "ذات طراز يوناني مميز". يظهر الحصان عادة برمز محدد وهو النجمة. يمكن العثور على هذا التصميم في العملات اليونانية، مثل عملة أوفلاس الضابط السابق للإسكندر كحاكم في قورينا شمال أفريقيا .

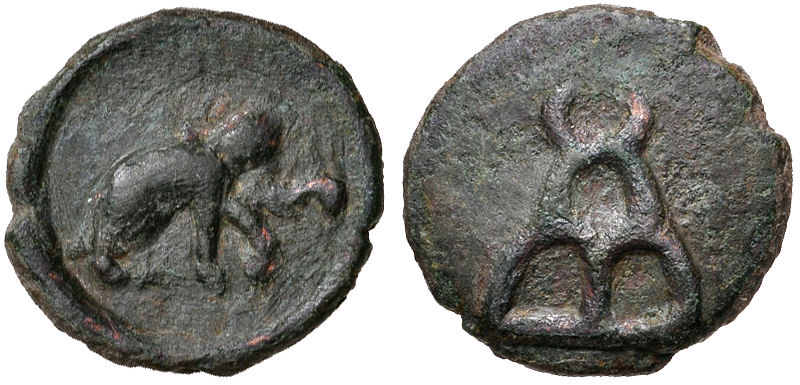
عملة تاكسيلا فيل مع رمز التل المقوس (185-168 قبل الميلاد).
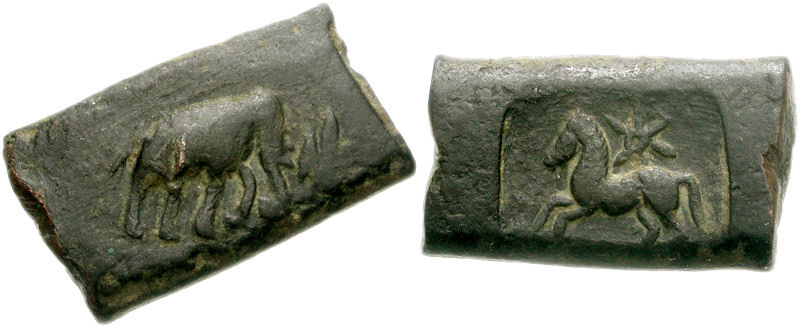
عملة تاكسيلا عليها صورة فيل وحصان تحت نجمة (185-168 قبل الميلاد).
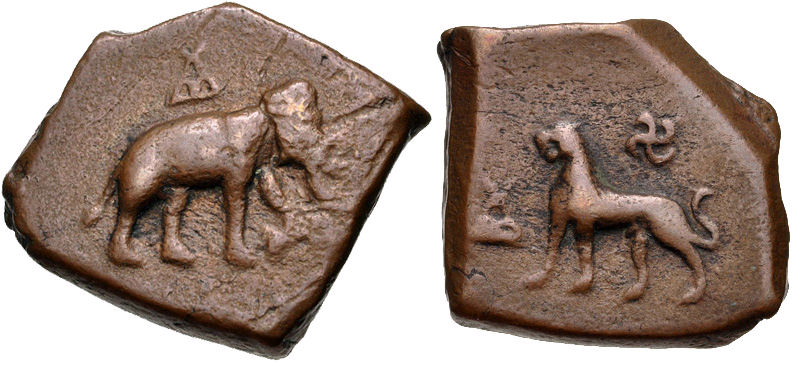
عملة تاكسيلا ذات الصبغة المزدوجة (185-168 قبل الميلاد).
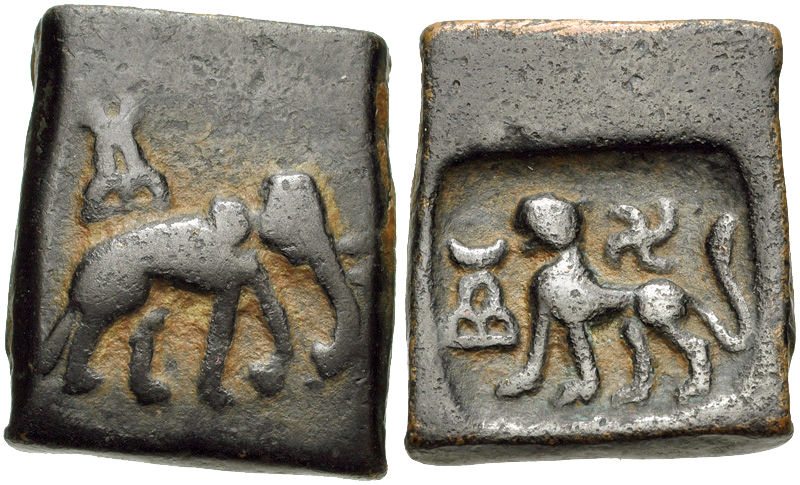
عملة تاكسيلا عليها صورة فيل وأسد (185-168 قبل الميلاد)
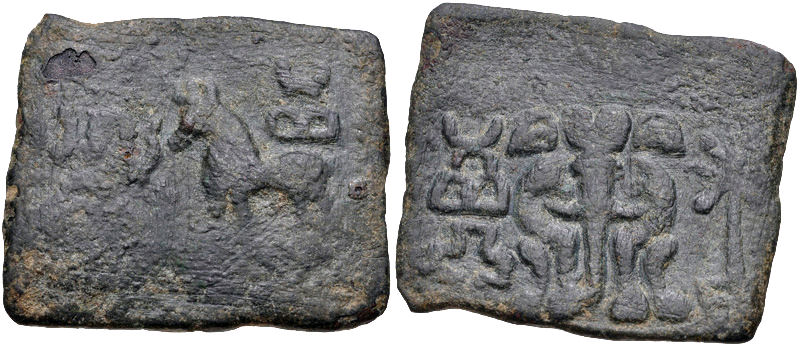
عملة تاكسيلا عليها صورة حصان وفيل مواجه (185-160 قبل الميلاد).
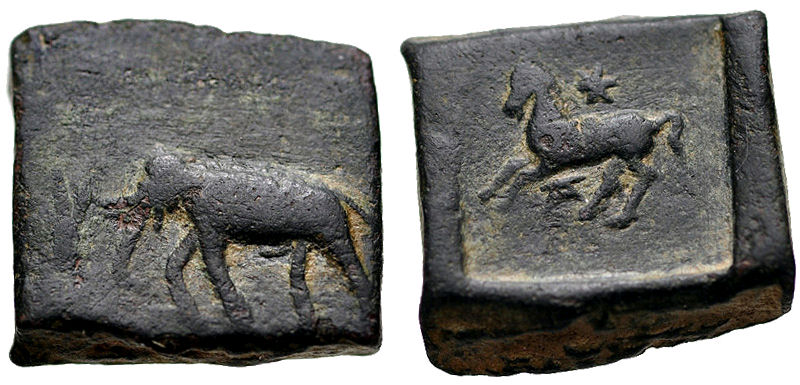
عملة تاكسيلا عليها صورة فيل وحصان (185-168 قبل الميلاد)
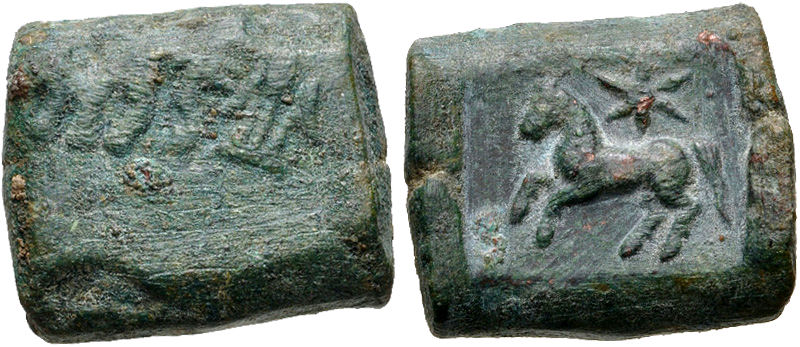
عملة بوشكالافاتي عليها صورة فيل وحصان (185-168 قبل الميلاد)
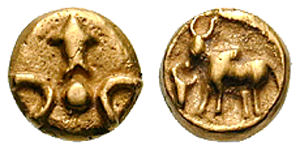
عملة تاكسيلا الذهبية (185-170 قبل الميلاد).

## التصاميم المجسمة أو النصية

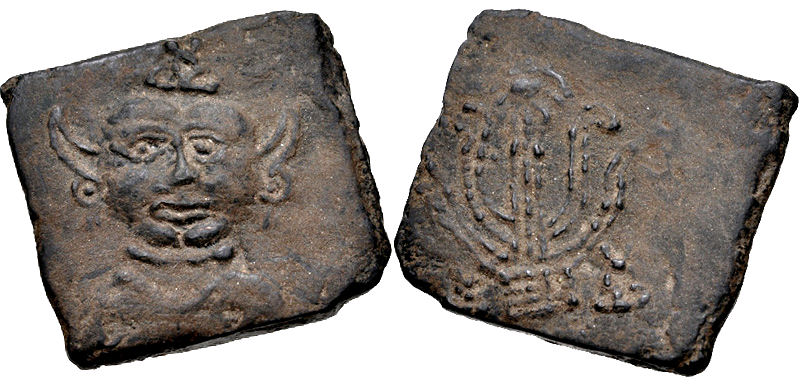
شيطان مع رمز التل المقوس أعلى الرأس والنبات. (185-160 قبل الميلاد).
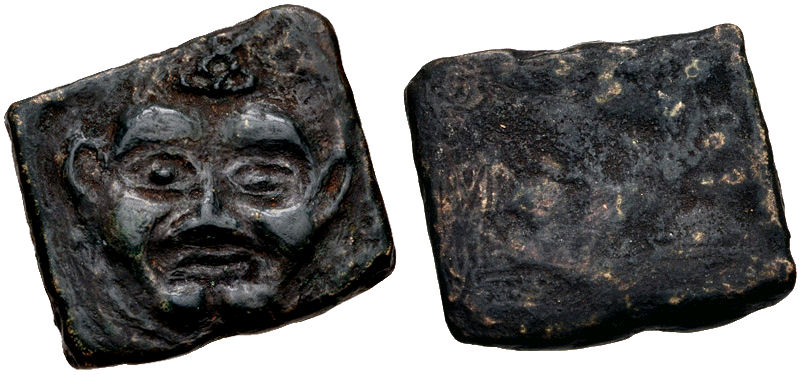
عملة تاكسيلا عليها شيطان ونبات. (185-168 قبل الميلاد).
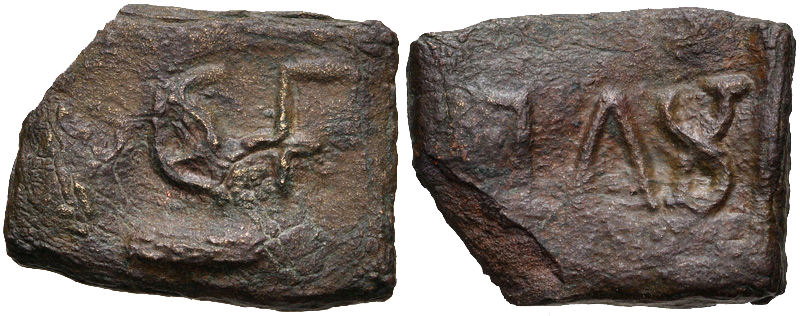
عملة تاكسيلا الوجه: نيغما في براهمي عكس دوجاكا في براهمي. (185-168 ق.م.)

وفي وقت لاحق عُرفت صور الحدباء أو الفيلة في أيوديا وكوسامبي وبانشالا وماثورا . عادةً ما تحتوي عملات أيوديا على ثور محدب على ظهرها بينما تعرض عملات كاوسامبي شجرة مع سياج.

## العملات الهندية القياسية لليونانيين (185 قبل الميلاد فصاعدًا)

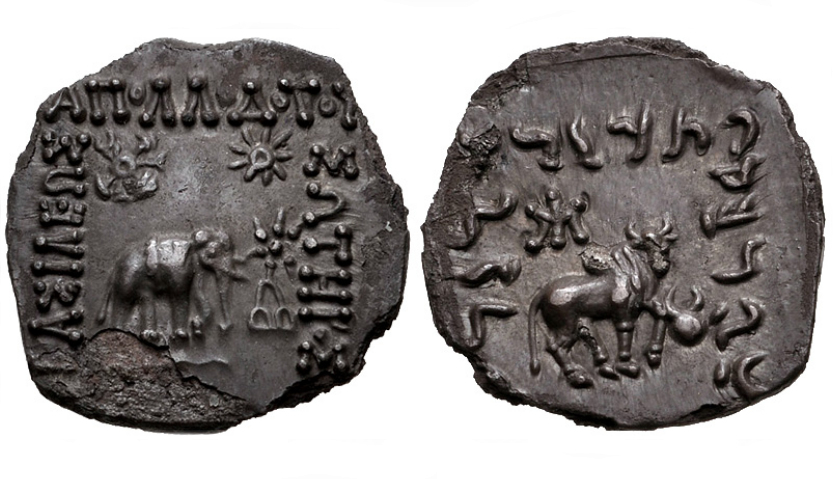
استخدمت العملات الهندية الأولى لأبولودوتس رموزًا هندية. ارتبطت هذه العملات المعدنية بالفيل مع رمز تشايتيا البوذي أو رمز التل المقوس ورموز الشمس، ورمز الأذرع الستة والنهر. وكان الثور يحمل ناندي بادا في المقدمة. الرمز الموجود في أعلى الثور هو مجرد علامة دار سك العملة. اختفت هذه الرموز بعد فترة وجيزة، ولم يبق سوى الفيل والثور.

وبعد غزوهم لشبه القارة الهندية حوالي عام 185 قبل الميلاد بدأ الإغريق الهنود بدورهم في سك عملاتهم الخاصة وفقًا للمعيار الهندي (الوزن الهندي والشكل المربع ونادرًا الشكل الدائري) مع نقوش ثنائية اللغة منذ عهد أغاثوكليس (190-180 قبل الميلاد).

## الرمزية
بالإضافة إلى عملاتهم المعدنية الأتيكية الخاصة بهم بدأ الملوك اليونانيون في إصدار عملات معدنية ثنائية اللغة باليونانية والبراكريتية وفقًا للمعيار الهندي وغالبًا ما استولوا على العديد من رموز عملات غاندهارا ما بعد موريا مثل رمز التل المقوس والشجرة في السور أو الإلهة لاكشمي في البداية وتصوير الثور والفيل في وقت لاحق.

## الأساطير
تستخدم العديد من العملات المعدنية للملك أغاثوكليس أسطورة خاروشتي أكاثوكرياسا " أغاثوكليس " على الوجه وهيراناسامي على الوجه الآخر (مثل واحدة من العملات المعدنية المعروفة لتاكسيلا أعلاه). قد تعني كلمة هيراناسامي"الملجأ الذهبي" وهي منطقة في تاكسيلا (التفسير المفضل)، أو إذا قرأت " هيتاجاسامي" فإنها تعني "صاحب الشهرة الطيبة" وهي ترجمة مباشرة لكلمة "أغاثوكليس"

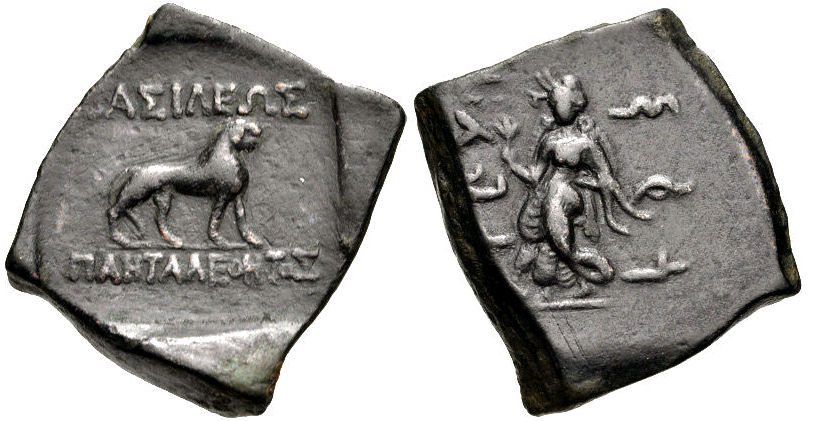
عملة بانتاليون مع امرأة راقصة (لاكشمي؟) وأسد.
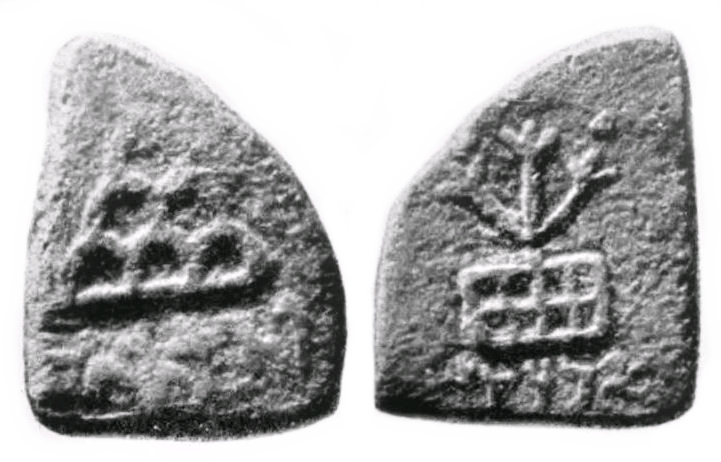
عملة أغاثوكليس. رمز التل ذي الستة أقواس، يعلوه نجمةوأسطورة خاروشتي "أكاثيوكرياسا" "أغاثوكليس". شجرة في سور، وأسطورة هيراناسامي.
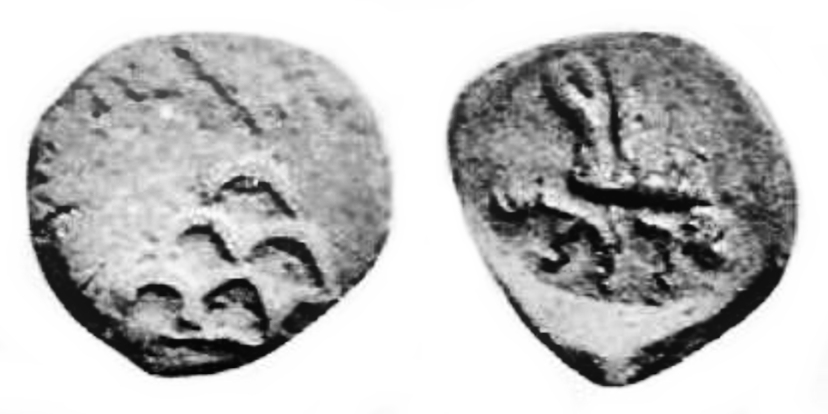
عملة أغاثوكليس. أوبف ستوبا يعلوها نجم، أسطورة خاروشتي أكاثوكرياسا "أغاثوكليس". القس رمز نباتي وهيراناسامي(185-168 قبل الميلاد).
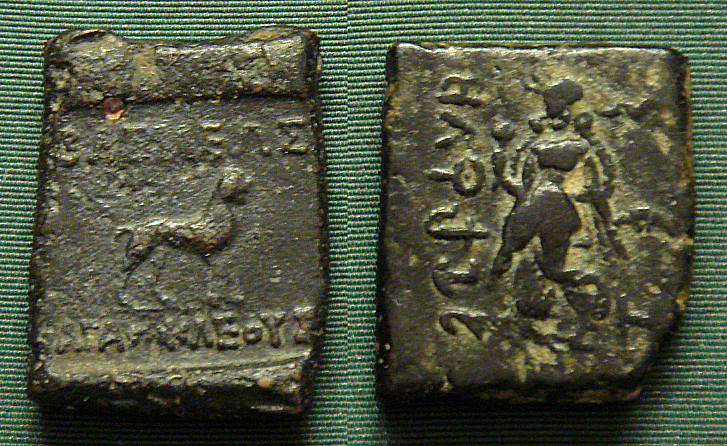
عملة هندية لأغاثوكليس مع أسد بوذي ولاكشمي.
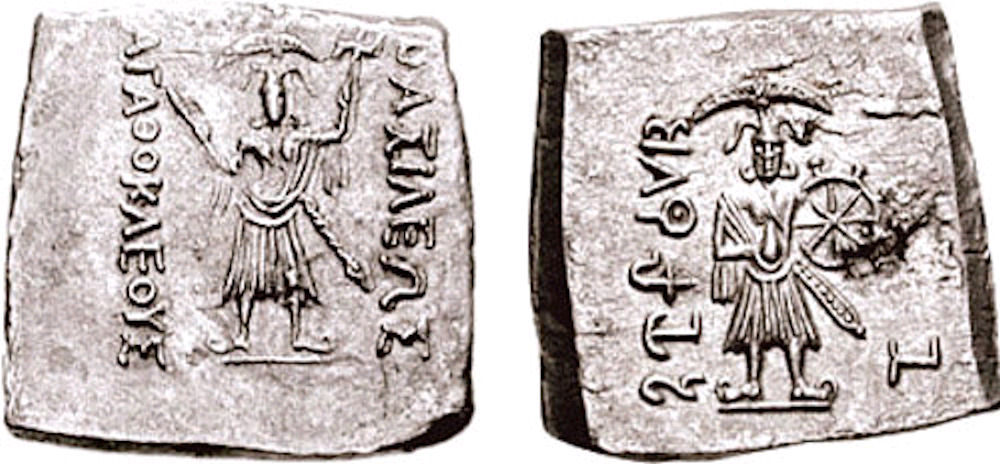
عملة أغاثوكليس مع الآلهة الهندوسية: فاسوديفا-كريشنا وبالاراما-سامكارشانا (وجدت في آي خانوم).
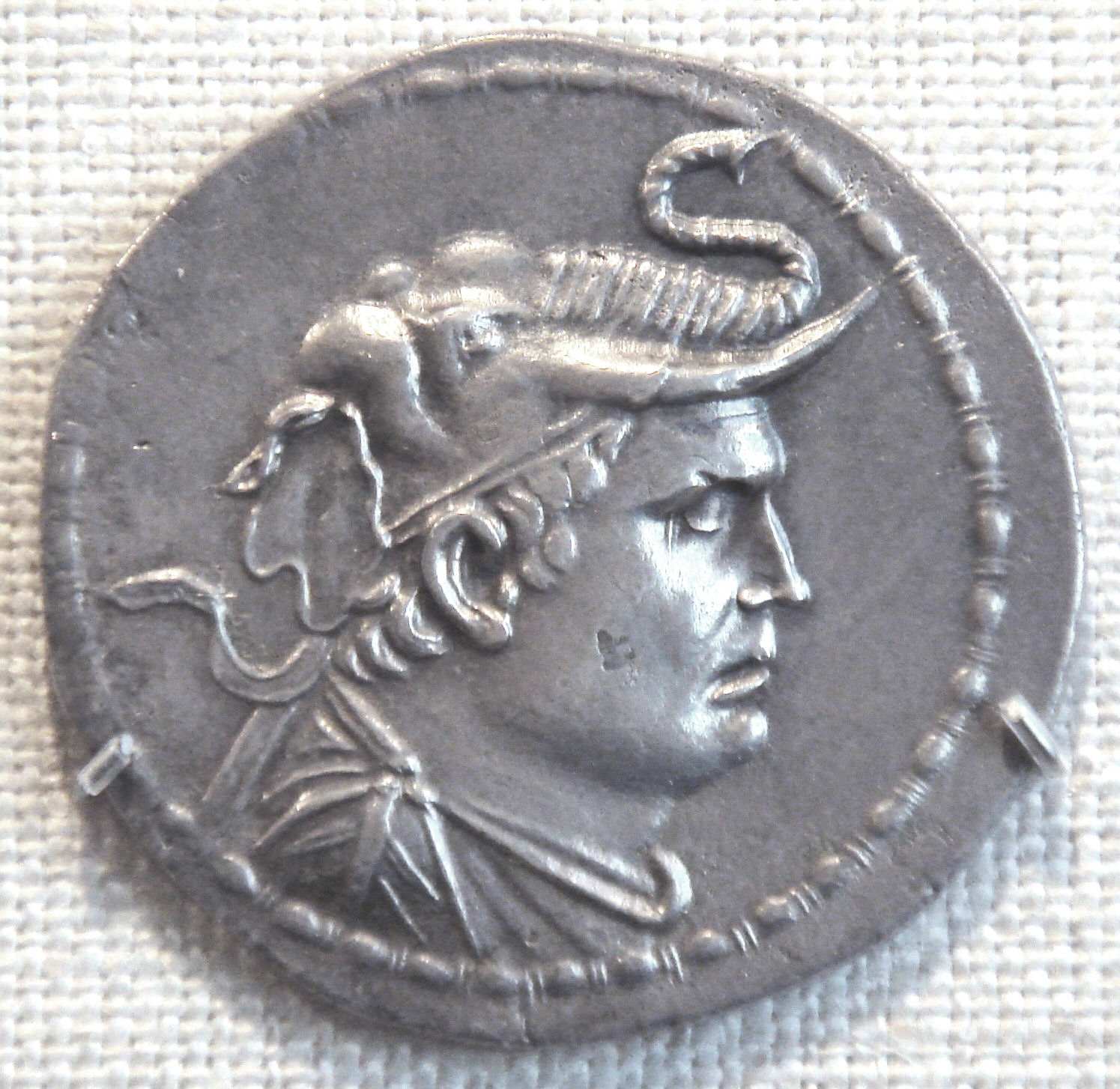
عملة ديميتريوس الأول. متحف متروبوليتان للفنون.

## التطبيع

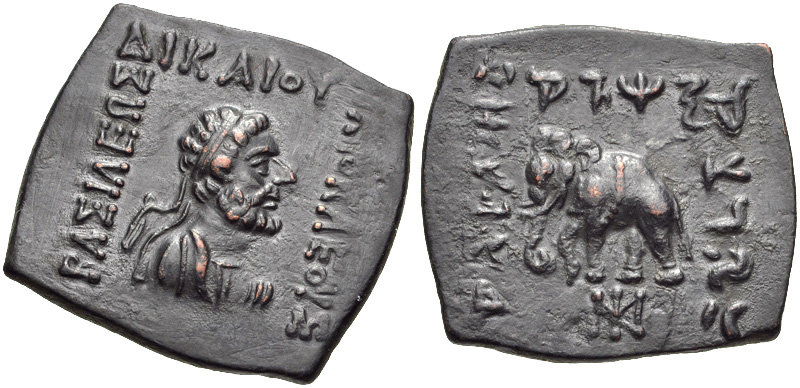
عملة برونزية لهيليوكليس الثاني (95-80 قبل الميلاد) الوجه: تمثال نصفي للملك المتوج. الأسطورة اليونانية: باسيليوس ديكايوس هيليوكليوس "الملك هيليوكليس العادل"
القس: ترجمة خاروشتي (هندية) الفيل يتقدم يسارًا.

وفي وقت لاحق بدءًا من النصف الثاني من عهد أبولودوتوس الأول (حكم من عام 180 إلى عام 160 قبل الميلاد) أصبحت الأساطير موحدة مع اسم الملك والصفة باللغة اليونانية فقط على الوجه الأمامي وخاروشتي براكريت على الوجه الخلفي. سيصبح استخدام الرموز الهندية أكثر تحفظًا ويقتصر عمومًا على رسم الفيل وثور الزيبو. هناك استثناءان رئيسيان على أية حال: استخدم ميناندر الأول وميناندر الثاني عجلة القانون الهندية على بعض عملاتهما المعدنية مما يشير إلى انتمائهما إلى البوذية وهو ما وصف أيضًا في المصادر الأدبية.

ومع ذلك فإن استخدام ثنائية اللغة سوف يستمر في البداية كان موجودًا جنبًا إلى جنب مع العملات المعدنية القياسية الأتيكية ثم أصبح حصريًا في وقت لاحق. حتى أن آخر ملوك الهندو-يونان ذهبوا إلى حد إصدار بعض العملات المعدنية المكتوبة باللغة البراكريتية فقط. ستستمر فترة سك العملة الهندية اليونانية في شمال غرب الهند حتى بداية عصرنا.

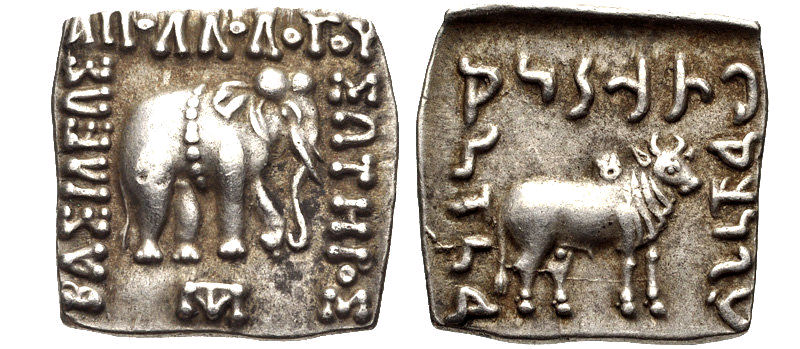
عملة أبولودوتوس الأول (180-160 قبل الميلاد).
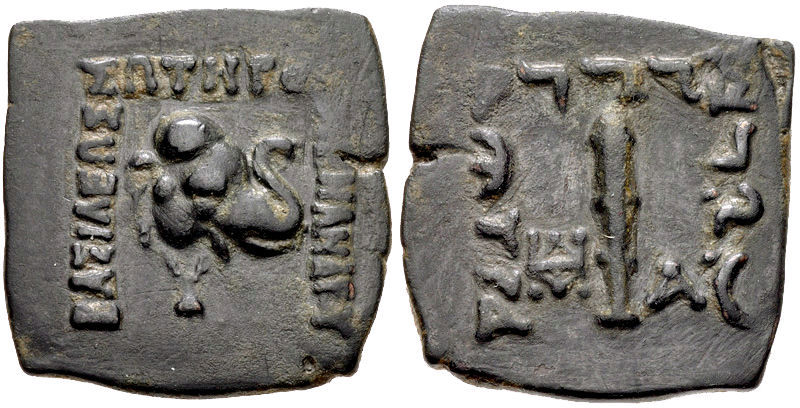
عملة ميناندر الأول (155-130 قبل الميلاد) عليها صورة فيل.
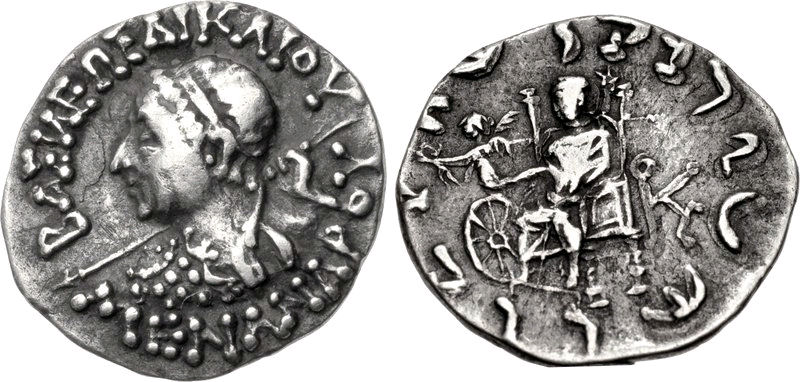
دراخم فضي لميناندر الثاني (95-80 قبل الميلاد) مع زيوس ونايكي يسلمان إكليل النصر إلى عجلة القانون

استمرت سك العملات الهندية اليونانية في غاندهارا لمدة قرنين تقريبًا حتى تولى سك العملات الهندية السكيثية والهندية البارثية واليويزهي ( الكوشانيون في المستقبل) هذه المهمة.